# Кароліна Ског
Кароліна Ског (швед. Karolina Skog) — шведська політична діячка, членкиня Партії зелених, міністерка охорони довкілля з 2016 року у кабінеті Стефана Левена. З 2010 року працювала міською комісаркою у Мальме, доки не була призначена міністеркою.

## Біографія
У 2002 році здобула ступінь магістра екології людини в Лундському університеті. Роком раніше стала активісткою Grön Ungdom, молодіжної організації Партії зелених у Лунді. Працювала в партійних структурах, з 2002 року — головою партії в Мальме. У 2004—2007 роках також була представницею Gröna Studenter, студентської організації, пов'язаної з Партією зелених. З 2010 року була членкинею міської ради в Мальме, спочатку відповідальною за організацію дорожнього руху, потім за містобудування.
25 травня 2016 року посіла посаду міністерки клімату та довкілля у кабінеті Стефана Левена.
2 жовтня 2020 року Ског оголосила, що балотуватиметься на виборах речниці Партії зелених у 2021 році, але її кандидатуру було знято, коли виборчий комітет партії запропонував Мярту Стеневі як нову речницю.  У лютому 2021 року Ског була обрана однією з двох лідерів партійних груп у Риксдазі, на цій посаді вона перебувала, доки не вирішила покинути Риксдаг у січні 2022 року. 
Кароліна Ског одружена з Даніелем Скогом (1979 р.н.).